# Második Babiš-kormány
A második Babiš-kormány a Cseh Köztársaság kormánya volt, 2018 nyara és 2021 decembere között kormányozta Csehországot. A kisebbségi kormányt és az ANO 2011 és a ČSSD által delegált miniszterek alkották, a kormány működéséhez szükséges parlamenti többséget a kommunisták biztosították. A kormány instabil volt, működését a gyenge parlamenti támogatás mellett a ismétlődő ellenzéki támadások, Babiš miniszterelnök üzleti ügyei, Zeman elnök önjáró politikai szerepvállalása, a szociáldemokraták kiújuló belháborúi és a kedvezőtlen nemzetközi környezet is hátráltatta. A nehézségek és a folyamatos személycserék ellenére a kormány kitöltötte a politikai ciklus végéig hátralévő időt, a vezető kormánypárt pedig nem szenvedett el jelentős népszerűségvesztést.

## Kormányalakítás

### A 2017-es választás és az első Babiš-kormány
A 2017 októberében megtartott választásokon az Andrej Babiš korábbi pénzügyminiszter által vezetett ANO 2011 a törvényhozás legerősebb pártja lett, de egyedül nem tudta biztosítani a kormánytöbbséget. Zeman elnök egy ANO-ODS kormánykoalíciót látott volna legszívesebben, ám tervét az ODS rövid időn belül visszautasította Babiš kétes üzleti ügyeire hivatkozva. 2017. október 30-án Zeman elnök felkérte Babišt az új cseh kormány megalakítására. Babiš hosszan kísérletezett egy koalíciós partner felkutatásával, ám két héten belül nyilvánvalóvá vált, hogy az ANO kormánya vagy kisebbségi kormányként működik tovább, vagy újabb választásokat kell kiírni. A gyors kormányalakítást szorgalmazó Miloš Zeman megfenyegette a képviselőházat, hogy akkor is Babišt bízza majd meg a kormány megalakításával, ha a parlament a kötelező bizalmi szavazáson megvonja a bizalmat a Babiš-kormánytól. A parlamenti képviselők többsége továbbra sem támogatta Babiš kormányalakítását, ennek ellenére az elnök 2017. december 6-án kormányfővé nevezte ki Andrej Babišt. Babiš kinevezésével az első Babiš-kormány létrejött. A karácsonyi politikai holtszezonban az immáron miniszterelnökként tárgyaló Andrej Babiš mindhiába igyekezett a pártok bizalmát elnyerni. A január 16-i bizalmi szavazáson csak az ANO 2011 képviselői támogatták a kormányt, 117 képviselő a kormány ellen szavazott. Babiš be is nyújtotta lemondását az államfőnek, aki ígéretéhez híven ismételten a miniszterelnököt kérte fel az új kormány megalakítására.

### Koalíciós tárgyalások
Zeman Babiš melletti kiállásakor szinte kilátástalannak tűnt, hogy a miniszterelnök meggyőzze az őt elutasító pártokat a közös kormányzásról. A cseh alkotmány azonban nem rendelkezett arról, hogy az államfőnek mennyi idő áll rendelkezésére az újabb miniszterelnök-jelölt kiválasztására, a bizalmi szavazást elbukó miniszterelnököt az államfő ügyvezető miniszterelnökként tetszőleges ideig hivatalban tarthatta. Ennek tudatában Zeman elnök türelemre intette Babišt és nem hivatalosan felkérte az újabb kormányalakítási tárgyalásokra. A helyzet csak lassan indult olvadásnak.
2018 februárjában a ČSSD Jan Hamáčeket választotta meg pártelnöknek az ANO-val való közös kormányzás folytatását elutasító Milan Chovanec helyére. Hamáček azok közé a szociáldemokraták közé tartozott, akik a ČSSD megrendült helyzetét látván a kormányzati szerepvállalás esetleges folytatását sem zárták ki. Az új elnök pártszavazást írt ki az ANO-val folytatandó koalíciós tárgyalásokról, amelyet a párt tagsága kedvezően fogadott. A szociáldemokraták 2018 márciusában megkezdték a kormánykoalíció megkötéséről szóló tárgyalásokat az ANO-val. A tárgyalások egy hónapig rendben folytak, majd április elején – amikor a ČSSD delegációja a kulturális, munkaügyi, szociális és külügyi tárca mellett a belügyi tárcát is követelni kezdte – megszakadtak. A szociáldemokraták zsarolása sikeres volt, pár nap után Babiš kényszeredetten bejelentette, hogy folytatni szeretné a kormányalakítási tárgyalásokat. A koalíciós szerződést újabb szociáldemokrata pártszavazás erősítette meg. 2018. július 10-én Babiš miniszterelnök és a belügy vezetését megszerző Hamáček aláírta a koalíciós megállapodást.

### Alku a kommunistákkal
A parlamenti többség eléréséhez Babišnak a cseh közélet egyik politikai tabuját kellett ledönteni. A Cseh Köztársaság létrejötte óta egyfajta csendes megállapodása volt a cseh pártoknak, hogy a Csehszlovák Kommunista Párt szellemi örökségét továbbvivő Csehország és Morvaország Kommunista Pártját (KSČM) nem vonják be a hatalomgyakorlásba. A KSČM ugyan részt vett a választásokon és a parlamenti munkában, de rendszerellenessége miatt páriának számított a politikai életben; parlamenti tisztségeket nem kaptak, állami vállalatok felügyeletében kommunista politikus nem vehetett részt. A karanténba zárt KSČM-mel Babiš 2018 áprilisában kezdte meg a kormány támogatásáról szóló tárgyalásokat. A KSČM kifejezetten magas árat kért a támogatásáért. Ezek között olyanok szerepeltek, mint nyugdíj- és minimálbér emelés, az állam szerepének megerősítése a nemzeti vagyon kezelésének terén. A legtöbb vitát kiváltó kommunista kérés a rendszerváltás után egyházaknak visszajuttatott ingatlanvagyon megadóztatása volt. A KSČM által képviselt programpontok végül (az egyházak megadóztatásának kivételével) részesei lettek a kormányprogramnak. A KSČM vállalta, hogy szavazataival a parlamentben támogatja a kormányt, cserébe az ANO 2011 és a szociáldemokraták megszavazták a kommunisták jelöltjeit, így azok Csehszlovákia megszűnése óta először vezető állami tisztségekhez juthattak. Ugyanakkor az KSČM nem vált kormánypárttá, nem delegált minisztereket a kormányba; tevékenysége a kisebbségi kormányt kívülről támogató párt szerepére korlátozódott. Az ANO és a kommunisták közötti türelmi megállapodást 2018. július 10-én írták alá.

## A kormányzás főbb eseményei

### Plágiumügyek
Alig lépett hivatalba a második Babiš-kormány, szinte azonnal botrányok akadályozták működését. Az Cseh Rádió oknyomozó portálja kiderítette, hogy az ANO által delegált Taťána Malá igazságügyi miniszter egyetemi szakdolgozataiban mások tudományos dolgozataiból átvett szövegek szerepelnek. Az újságírók átmásolt szövegeket találtak Malá 2005-ös Brnoban írt és 2011-es pozsonyi diplomamunkájában is. A miniszterelnök nem hitt a plágiumvádaknak és bizalmáról biztosította miniszterét. Malá azonban ismervén a kormány ingatag helyzetét jobbnak látta benyújtani lemondását, így július 9-én kérte felmentését a miniszterelnöktől. Taťána Malá alig 13 napig volt igazságügyi miniszter, utódjául Babiš a független Jan Kněžíneket választotta.
Pár nappal később a Seznam zprávy hírportál írta meg, hogy jelentős mennyiségű máshonnan másolt szöveget talált Petr Krčál (ČSSD) szociális miniszter 2007-es szakdolgozatában. Krčál visszautasította a vádat és megvédte egykori hallgatóját a František Vízdal, a dolgozat korábbi témavezetője is. A vitába bekapcsolódott a cseh Közgazdasági Egyetem plágiumok felkutatásával foglalkozó munkacsoportja is. A csoport feltérképezte Krčál egykori forrásait, majd megállapította, hogy a dolgozat nagy része nem cseh nyelvű források lefordításával keletkezett. Az értékelés megjelenése után Petr Krčál bejelentette lemondását. Július végén Ľubomír Metnar védelmi miniszter 2004-es diplomadolgozata vált vizsgálatok tárgyává. Metnar dolgozatában több esetben pontos és hosszú idézeteket vett át forrásaiból, de sem a szöveg idézett mivoltát nem közölte, sem a forrást nem jelölte meg, csak a dolgozat legvégén. A miniszter elismerte korábbi hibáját, közölte viszont, hogy esze ágában sincs lemondani. A sajtó még néhány napig foglalkozott Metnar plágiumügyével, majd a közvélemény napirendre tért a jelenség fölött. A plágiumügyek nem ártottak érdemben a kormánypártoknak, a botrányok nem vezettek az érintett pártok észlelhető népszerűségvesztéséhez.

### A 2018-as bizalmatlansági indítvány
2018 novemberében a Gólyafészek-ügy újabb fordulatot vett. Egy cseh hírportál Svájcban megtalálta és szóra bírta a miniszterelnök első házasságából származó fiát, az ifjabb Andrej Babišt. A férfi az újságíróknak elmondta, hogy az apja elleni nyomozások idején Ukrajnába és az akkor már orosz fennhatóság alatt álló Krímbe vitték, hogy ne kelljen tanúskodnia apja ellen a Gólyafészek-ügyben. Az interjú közlése után a cseh ellenzék nagyszabású tüntetéseket szervezett Prágában a miniszterelnök ellen. A tüntetések eredménytelenek voltak, a parlamenti ellenzék azonban abban reménykedett, hogy a nagyszabású megmozdulások megingatták a kormánykoalíció pártjainak összetartását. 2018. november 23-án bizalmatlansági indítványt adtak be Babiš miniszterelnök ellen, amelynek lényege az volt, hogy nem lehet miniszterelnök az, aki ellen a rendőrség egy bűncselekmény elkövetésének gyanújával nyomoz. A bizalmi szavazás előtt Zeman elnök a sajtó útján közölte a parlamenttel, hogy ha megbuktatják Babišt, akkor ismét őt nevezi majd ki miniszterelnöknek. A szavazás előtti vitán az ellenzék megismételte a kormányfő elleni vádakat, megpróbálván meggyőzni a kommunistákat és a szociáldemokratákat a zsarolhatóvá vált kormányfő személyének tarthatatlanságáról. A törekvés sikertelen volt, a KSČM előzetesen jelezte, hogy a türelmi megállapodásban foglaltak szerint támogatni fogja a kormányt. A szociáldemokrata képviselők a szavazás kezdetén kivonultak a teremből, lehetetlenné téve azt, hogy a miniszterelnök elleni indítvány megkapja a szükséges 101 támogató szavazatot. Az indítvány elbukott, a diadalmas Babiš pedig kijelentette, hogy pártja a választók bizalmából került kormányra, magától pedig csak akkor hajlandó lemondani, ha pártja elveszíti a választásokat.

### Nyugdíjemelések
A KSČM és a kormánykoalíció közötti türelmi szerződés értelmében a kormányprogramban szerepeltek a kommunisták által szorgalmazott szociális intézkedések. A kommunista párt ezek megvalósításához kötötte a kormány támogatását, Babiš pedig a kormány működésének kezdeti szakaszában igyekezett elnyerni a KSČM bizalmát. Már 2018 szeptemberében elfogadták a garantált öregségi nyugdíj emelését, illetve a ledolgozott évek alapján járó nyugdíj emelését. 2020-ban további jelentős általános, átlagosan 6%-ot meghaladó emelés következett.

### A 2019-es bizalmatlansági indítvány

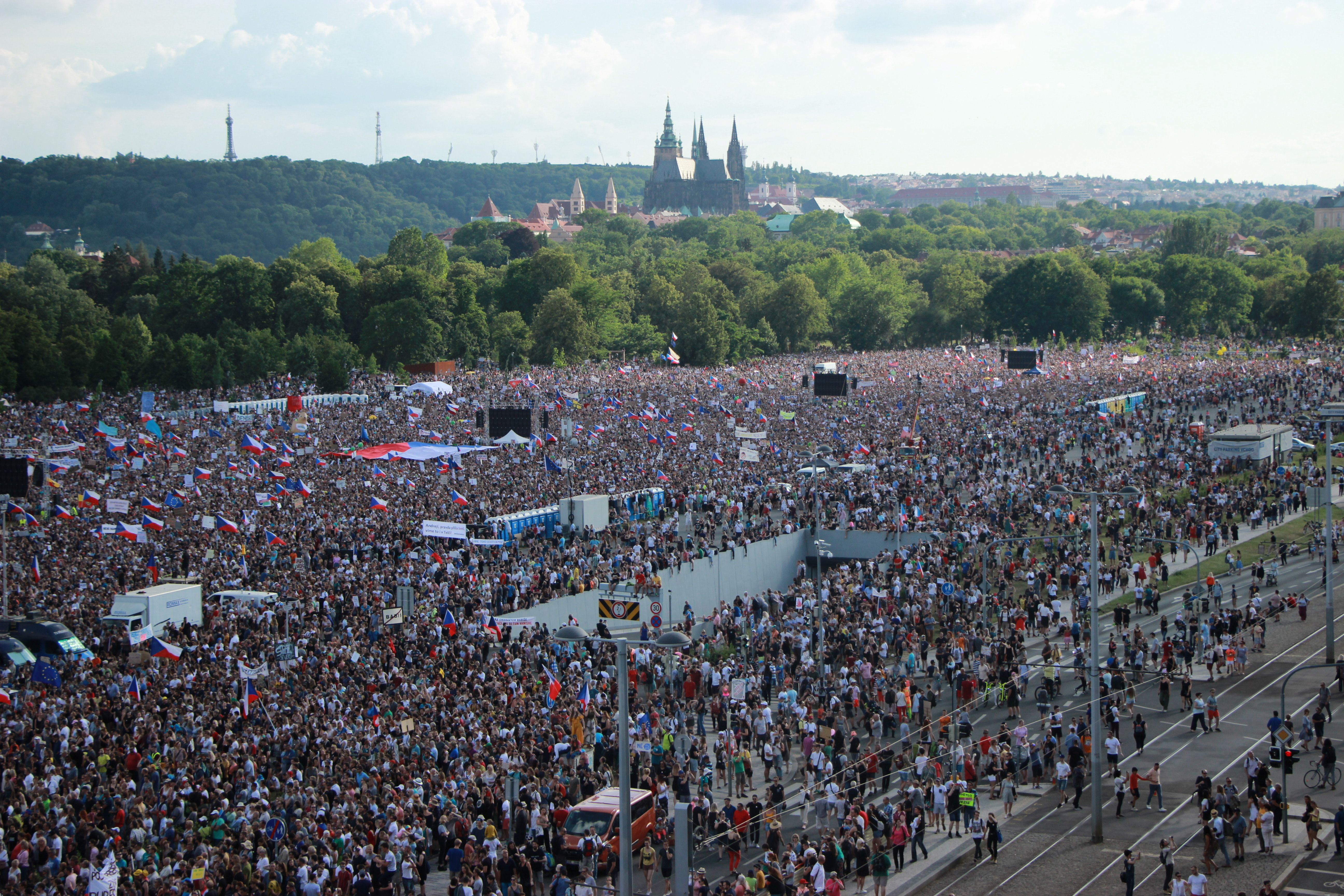
Tömegtüntetés 2019. június 23-án a kormány ellen Prágában

Az ellenzék 2019-ben újból megkísérelte Babiš eltávolítását a kormány éléről. Az apropó ezúttal is a gólyafészek-ügy volt, a kormányfőt az ellenzék az EU-s támogatások jogosulatlan igénybevételével és a nyomozás akadályozásával vádolta. A Babisra gyakorolt nyomást az ellenzék fokozatosan növelte. Májusban civil szervezetek kezdtek demonstrációkat a miniszterelnök lemondását követelve. Június 1-én az Európai Bizottság közzétette saját jogászai által írt jelentést, amely szerint a cseh miniszterelnök vállalkozói és miniszterelnöki tevékenysége nem összeférhető. Az EB-jelentésre reagálva a civilek néhány napon belül megszervezték a független Csehország történetének egyik legnagyobb tüntetését, amelyen 120 ezren vettek részt. Június 18-án az ellenzék bizalmatlansági indítványt terjesztett a parlament elé. Ezt június 23-án újabb, akkor már negyedmillió főt megmozgató demonstráció követte. 
A kormányt támogató pártok már korábban jelezték, hogy bizalmuk töretlen a kormányban, így nem szándékoznak megszavazni a bizalmatlansági indítványt. Zeman elnök szintén a kormányt támogatók között lépett fel és közölte, hogy ha a parlament megbuktatja Babišt, akkor a korábbihoz hasonlóan nem fog új kormányfőt kinevezni, hanem ügyvezetőként hivatalban hagyja a miniszterelnököt.
A bizalmatlansági indítvány 17 órán át tartó durva hangnemű, személyeskedő vita előzte meg. Az ellenzéki pártok megismételték korábbi vádjaikat, miszerint a nagyvállalkozó Babiš tevékenysége összeegyeztethetetlen egy fontos közhivatal betöltésével, ezért a miniszterelnököt el kell távolítani a kormány éléről. Babiš az ország destabilizálásával vádolta az ellenzéket és szemükre vetette, hogy maguk képtelenek parlamenti többséget szerezni. A szavazáson a ČSSD és az ANO támogatta a kormányt, a KSČM pedig a türelmi megállapodásban foglaltak szellemében tartózkodott. Meg kell jegyezni, hogy több ellenzéki képviselő nem is jelent meg a szavazáson, így a bizalmatlansági indítványnak már benyújtásakor kevés esélye volt a sikerre.

### A 2019-es nyári kormányválság
A második Babiš-kormány ingatag mivoltára jól mutat rá a 2019-es nyári kormányválság esete, amely a ČSSD belső hatalmi harcainak és Miloš Zeman elnök konfrontatív természetének köszönhetően egy jelentéktelen ügyből a kormányzat létét veszélyeztető akut válsággá nőtt. A 2018-as és 2019-es hatósági ellenőrzések szabálytalanságokat tártak fel a prágai Nemzeti Galéria és az Olomouci Múzeum gazdálkodásában. Erre hivatkozva Antonín Staněk (ČSSD) kulturális miniszter 2019 áprilisában elbocsájtotta állásából a két múzeumigazgatót, Jiří Fajtot és Michal Soukupot. Staněk mindkét egykori igazgató ellen büntetőfeljelentést is kezdeményezett. A két kirúgott igazgató azonban ellentámadást indított, az intézmények vezetésében semmilyen hibát nem ismertek el, ráadásul Fajt politikai indíttatású támadásnak minősítette elbocsájtását. A zűrzavaros és vádaskodásokkal teli ügy felbolygatta a ČSSD-t, Jan Hamáček a szociáldemokraták pártelnöke pedig a miniszteri posztról való lemondásra utasította Antonín Staněket. Staněk május 20-án nyújtotta be lemondását, a ČSSD pedig Michal Šmardát jelölte új kulturális miniszternek. Mindenki meglepetésére május 28-án Zeman elnök közölte, hogy Staněk lemondását nem fogadja el, az új jelöltet pedig nem nevezi ki. Az elnök arra hivatkozott, hogy szerinte hiba lenne egy korrupcióellenes kormány tagjai közül éppen a korrupciót legláthatóbban üldöző minisztert eltávolítani. A cseh alkotmány azonban nem készült fel ilyen helyzetre, az államfő lépése példátlan politikai instabilitást eredményezett. A válságot Babiš maga próbálta meg áthidalni azzal, hogy személyesen kérte az elnököt Staněk elbocsájtására és az új miniszter kinevezésére. Zeman júniusban személyesen találkozott Michal Šmardával, de továbbra sem volt hajlandó őt miniszterré kinevezni. Jan Hamáček ezután azt követelte a miniszterelnöktől, hogy perelje be a köztársasági elnököt és a közigazgatási bíróságon kényszerítse ki a minisztercserét. Babiš elzárkózott a per elől, a helyzetet pedig tárgyalásokkal kívánta rendezni. Zeman elnök július folyamán többször is találkozott Babišsal és Hamáčekkel egyeztetve velük a minisztercseréről. Zeman arra hivatkozott, hogy meg szeretné várni az ismerten zilált állapotban lévő ČSSD július közepi vezetői tanácsának a döntését, hogy valóban Šmardát jelölik-e miniszternek. A pártvezetés megerődítette Šmarda jelölését és felhatalmazta Hamáčeket, hogy az államfő további akadékoskodása esetén kilépjen a kormányból. A szociáldemokrata pártvezetés ülése után Zeman 2019. július 27-én július 31-i határidővel felmentette Antonín Staněket, de nem nevezett ki senkit a helyére. Kinevezett új miniszter hiányában a távozó miniszter az ügyvitelt egy bizottságra hagyta, amely bármiféle jogszabályi háttér nélkül vezette az átmeneti időben a minisztériumot.
Zeman elnök a miniszter távozása után két héttel közölte, hogy a jelölés ellenére nem nevezi ki Šmardát kulturális miniszternek és új jelöltet kért a szociáldemokratáktól. Az eset hatalmas vitát váltott ki a cseh politikában, mivel az alkotmány nem rendelkezik arról, hogy az elnöknek van-e joga a kinevezéseket mérlegelni. Augusztus 19-én maga Šmarda is új szociáldemokrata jelölt megnevezését kérte. A szociáldemokraták augusztus 21-én Lubomír Zaoráleket jelölték a kulturális miniszteri tisztségre. Zaoráleket Zeman elnök augusztus 27-én nevezte ki miniszterré, véget vetvén ezzel az alkotmányon kívüli állapotnak. A politikai válság mintegy négy hónapon át tartott, a kulturális minisztériumnak egy hónapon át nem volt vezetője. A válság megviselte a ČSSD-t, amelynek népszerűsége a parlamenti küszöböt jelentő 5%-ra esett vissza.

### Külpolitika
Bár a miniszterelnök és pártja is a liberális politikai szegmenshez kötődött Babiš mégis Csehország szuverenitásának megőrzését tartotta kiemelt feladatának. Már a kormányprogramot ismertető beszédében is kitért Csehország érdekeinek az európai együttműködésen belüli határozott védelmének igényére. Babiš elutasította az EU nyugati tagállamai által erősen szorgalmazott migrációs kvóta kiterjesztését Csehországra, illetve az euró bevezetését. A kormánypártok az új pénznem bevezetését nem is foglalták bele a kormányprogramba, bár maga az ország a bevezetés kritériumait teljesítette. Az eurótól való távolságtartását a kormányfő többször is hangsúlyozta, az eurót egy politikai terméknek nevezvén, amelynek segítségével a gazdag nyugati államok nyernek, a szegényebb országok pedig veszítenek.
Babiš a nyugati országokkal szemben és Oroszországgal szemben is erősen támaszkodott a Visegrádi négyek csoportjára. A kormány komoly szerepet szánt a V4-nek Csehország uniós politikájában, Babiš ez irányú törekvései pedig kedvező visszhangot váltottak ki főként a magyar és lengyel kormányokból. A csoport másik három tagja rövid idő alatt kiállt Csehország mellett a Vrbeticei robbanás ügyének napvilágra kerülésekor, illetve összehangolták politikájukat az uniós egyeztetések alkalmával is. 2019 nyarától Csehország elnökölte a visegrádi csoportot.

### A vrběticei robbanás ügye
Még jóval az első Babiš-kormány hivatalba lépése előtt, 2014. október 6-án hatalmas erejű robbanás pusztította el a Vrbětice melletti egykori hadiüzemben raktározott lőszerkészletet. A megsemmisült 50 tonnányi lőszer eredetileg a cseh hadsereg készleteihez tartozott, ám leselejtezésük után a készleteket különböző cégek vásárolták fel azzal a szándékkal, hogy azokat később exportálják. A robbanás december 3-án megismétlődött, a további 100 tonnányi lőszer felrobbanása újabb  raktárépületet döntött romba. A robbanásokban két személy meghalt, jelentős ingatlan és ingó vagyon semmisült meg, a két szomszédos falu lakóit pedig ki kellett telepíteni.
A robbanásokat nyomozás követte, amelynek eredményei 2021 áprilisában váltak ismertté. A cseh ügyészség ekkor hozta a sajtó tudomására, hogy az épületeket a felrobbanásuk előtt két Angliában élő orosz állampolgár látogatta meg; ugyanaz a két orosz, akiket a brit hatóságok az ún. Szkripal-ügyben a merénylet elkövetésével vádoltak. Babiš jó kapcsolatokat ápolt az oroszokkal, az orosz titkosszolgálatot ért vádakat azonban nem hagyhatta kommentár nélkül. A miniszterelnök az orosz katonai hírszerzés számlájára írta a merényletek elkövetését. Hangsúlyozta azonban, hogy az orosz felderítés szabotázsát nem Csehország, hanem a lőszerkészletet birtokló bolgár vállalkozó elleni támadásnak tekintik, de ilyen minőségében is mélységesen elítélik azt. Babiš még aznap utasítást adott minden olyan orosz diplomata kiutasítására, akiről a cseh hírszerzés azt gyanította, hogy azok az orosz katonai hírszerzés munkatársai. (Összesen 18 orosz diplomatának kellett két napon belül hazautaznia.) Az eset láncreakciót indított el. Oroszország, illetve a Visegrádi négyek és az Egyesült Államok kölcsönösen tucatszámra utasították ki egymás diplomatáit, a folyamat csúcsán Oroszország „konzultációra hazaküldte” a Moszkvába akkreditált amerikai nagykövetet. Babiš arra is utasította külügyminiszterét, hogy követeljen kártérítést Oroszországtól. Oroszország a vádakat kezdettől fogva tagadta. A vrběticei robbanások ügye a mélypontra juttatta az orosz-cseh kapcsolatokat.

### A COVID-19 válság
A koronavírus világjárvány volt az a jelenség, amely jelentősen próbára tette a cseh kormányt. A járvány korai szakaszában a kormány gyors és szigorú intézkedésekkel próbálta meg elejét venni a vírus terjedésének. Más európai államokat megelőzve a cseh kormány vezette be először a maszkviselési kötelezettséget, majd 2020. március 16-tól az általános kijárási tilalmat.
A járvány többszöri minisztercserét eredményezett a kormányban. 2020 szeptemberében a járványkezelési munkáját ért kritikákba belefáradt Adam Vojtech benyújtotta lemondását. (Vojtech három évig volt egészségügyi miniszter, hivatalát még az első Babiš-kormányban foglalta el.) Utódja Roman Prymula járványügyi szakember lett, akit a minisztérium élén eltöltött első hónap után újságírók lefényképeztek, amint a lezárások ellenére egy étteremben vacsorázik. Az eset nyilvánosságra kerülésekor a szociáldemokraták Prymula eltávolítását követelték Babištól, aki szintén lemondásra szólította fel miniszterét. Az új miniszter az ANO 2011 által delegált Jan Blatný lett.
Jelentős vitát generált az állam vezetésében a 2021 tavaszától elérhető orosz Szputnyik vakcina felhasználása a járvány visszaszorítására. Jan Blatný egészségügyi miniszter nem támogatta az orosz vakcina forgalomba hozatalát addig, amíg az Európai Gyógyszerügynökség azt jóvá nem hagyja. Blatný elzárkózását Zeman elnök igen élesen bírálta, azt állítván hogy a vírus miatt bekövetkező halálesetekért ezentúl a minisztert személyes felelősség terheli. Az államfő hibának nevezte a szerinte egészségügy terén tapasztalatlan Blatný kinevezését és a miniszter leváltását követelte a kormányfőtől, akit barátsága megvonásával fenyegetett meg. Zeman követelésére Babiš leváltotta miniszterét. Az utódjául kinevezett Petr Arenberger negyven nap hivatalban töltött idő után korrupciós ügyek miatt kényszerült lemondani. Utódjául Adam Vojtechet nevezték ki. A járvány két éve alatt a kormányzat négy minisztert „fogyasztott el”.

### A parlamenti többség megszűnése
A kormányt kívülről támogató KSČM 2021-re egyre több szakterületen keveredett vitába a szociálliberális kormánykoalíció pártjaival. Babiš kormánya a türelmi megállapodásban szereplő kommunista igényeket kormányzásának ideje alatt fokozatosan teljesítette, így sor került a nyugdíjak többszöri emelésére és több szociális reformra is. 2021 elejére a KSČM egyre türelmetlenebbül sürgette, hogy a kormányzat valósítsa meg az addig még ki nem dolgozott intézkedéseket, így csökkentse a hadsereg költségvetési támogatását és intézkedjen egy állami tulajdonú kereskedelmi és fejlesztési bank létrehozásáról. Tekintettel a kormányzati ciklusból hátralévő kevés időre Babiš a kommunisták követeléseit kitérően fogadta. Taktikusan tárgyalásokat javasolt, ám a kommunisták a megállapodás nélküli hosszú egyeztetések során egyre inkább megértették, hogy a miniszterelnök csak az időt húzza. A türelmét elvesztő kommunista párt vezetése 2021. április 7-én megtartott ülésén úgy határozott, hogy április 13-i határidővel felmondja a Babiš-kormány működését garantáló türelmi szerződést. Az egy hét elteltével a kormányfő nem mutatott további hajlandóságot a kommunisták által szorgalmazott intézkedésekre, így április 13-án a kormány működését biztosító parlamenti többség megszűnt. A  KSČM mindössze annyit vállalt, hogy önmaga nem kezdeményez bizalmatlansági indítványt a kormánnyal szemben, ám jelezték, hogy a más pártok által beterjesztett ilyen kezdeményezéseket támogatni fogják. 
Babiš maga a parlamenti háttér megszűntét higgadtan értékelte. A politikai ciklus 2021 áprilisában annyira a vége felé járt, hogy Zeman elnök már ki is tűzte a parlamenti választásokat 2021. október 8-9-re. A törvényhozás a politikai ciklusra tervezett törvényhozási munka döntő részén, köztük a 2021. évi állami költségvetés elfogadásán ekkorra már túl volt, így parlamenti többség biztosítása nem volt létérdeke a kormánynak. Babiš a kommunisták távozásáról csak annyit mondott, hogy kisebbségi kormányként eseti támogatókat keres majd a feltétlenül szükséges törvények meghozatalához.

### A 2021-es bizalmatlansági indítvány
2020 ősze a Babiš-kormány ellenzékének újraszerveződését hozta. A konzervatív ellenzék (ODS, TOP 09 és KDU-ČSL) a Spoulu nevű szövetségbe tömörültek, míg a Kalózpárt a Polgármesterek és Függetlenek nevű szervezettel léptek szövetségre. Mindkét koalíció népszerűsége gyorsan növekedett, 2021 áprilisában elérték az ANO 2011 támogatottságát. Az ellenzék számára ekkortól perspektívát jelentett a kormány megbuktatásával kikényszeríteni az előrehozott választásokat.
A megingott támogatottságú kormányzat ellen az új politikai formációk által megerősödött ellenzék június 3-án bizalmatlansági indítványt nyújtott be. Az ellenzék az indítványban a koronavírus-járvány hibás kezelésére és a Babiš-féle külpolitika kudarcos mivoltát említette. A Babiš-kormány sorsa a szavazáson elsősorban a kommunistákon, másodsorban pedig a szociáldemokratákon múlott. A két párt támogatottsága erre az időre igencsak visszaesett, a szociáldemokraták és a kommunisták is a parlamenti bejutási küszöböt jelentő 5%-os népszerűség körül mozogtak, így egy előrehozott választás mindkét párt számára a parlamentből való kiesés kockázatát hordozta.
A szavazás előtti napokon a jobboldali ellenzék nagyon komoly nyomást gyakorolt a KSČM-re a bizalmatlansági indítvány megszavazása érdekében. A bizalmatlansági indítvány vitájára még benyújtásának napján sor került. A vitában élesen támadta a kormányt Ivan Bartos, a Kalózpárt vezetője, illetve az ODS frakcióvezetője, Petr Fiala. Andrej Babiš kormányfői válaszában azzal vádolta az indítvány beterjesztőit, hogy képtelenek elismerni a kormányzat sikereit, mert elvakította őket a kormányfő legyőzésének vágya. A vitát a kommunista frakciót vezető Vojtech Filip döntötte el, aki kijelentette, hogy a KSČM képviselői nem akarják kevéssel a választás előtt megbuktatni Babišt. Filip felszólalása után a kommunista képviselők elhagyták az üléstermet, ahol így már a kormánypártoknak volt többsége. A bizalmatlansági indítványt a 200 fős parlament 82 képviselője támogatta, így az elbukott. A szavazás egyfajta trendfordulót jelentett a választások előtti célegyenesben. Babiš megállította az ANO 2011 népszerűségének csökkenését és a választásokig hátralévő négy hónapban 5%-kal növelte pártja népszerűségét. Az elbukott indítvány után a Kalózpárt vezette pártszövetség viszont gyors zuhanásba kezdett, októberig pedig minden harmadik szavazóját elveszítette.

## A kormányzó pártok helyzete a választások előtt
A kormányzás utolsó két évére rányomta a bélyegét a világjárvány és az annak nyomán kibontakozó gazdasági válság. A kormányt támogató pártok közül az ANO 2011 népszerűsége kis mértékben visszaesett, 2021 első felében az második helyre szorult a népszerűségi listán a Kalózpárt vezette baloldali-liberális koalíció mögött. Megerősödött és népszerűségben megközelítette az ANO-t a jobboldali Spoulu-szövetség is, ugyanakkor a kormánypárt nem volt reménytelen helyzetben. Andrej Babiš 2021 nyarán a kormány népszerűségét növelő intézkedések sora után beindította a választási kampányát is, melynek eredményeképp az ANO népszerűsége 2021 őszére a 2017-es választáson elért 30% közelébe növekedett, ezzel ismét a népszerűségi listák élére került. 
Ezzel egy időben a kisebbik koalíciós partner szerepét vállaló szociáldemokraták népszerűsége csökkent, 2021 tavaszától egyre többször mérték őket a bejutást jelentő 5%-os küszöb alá. Hasonló helyzetben volt a koalíciót 2021 tavaszáig kívülről támogató kommunista párt is, amely a kormánytól való elszakadás után sem tudta a bejutási korlát közelébe emelni népszerűségét. A választásokhoz közeledve egyre inkább úgy tűnt, hogy az esetleges harmadik Babiš-kormány megalakulása inkább függ a kormányt támogatni hajlandó pártok bejutásától, mint az  ANO jó szereplésétől.